# Kevan Miller
Kevan Michael Miller, född 15 november 1987, är en amerikansk före detta ishockeyspelare som spelade för Boston Bruins i NHL. Han har tidigare spelat på lägre nivåer för Providence Bruins i AHL och Vermont Catamounts (University of Vermont) i NCAA.
Den 8 december 2013 gjorde han sitt första NHL-mål i en match mot Toronto Maple Leafs vilken Bruins vann med 5-2. 

## Kontrakt
Miller har under sin proffskarriär skrivit på tre kontrakt till ett sammanlagt värde av $3,31 miljoner.
- Den 21 oktober 2011 skrev han på ett tvåårigt rookiekontrakt med Bruins.[3] Kontraktet var värt $1,16 miljoner och där genomsnittsårslönen (cap hit) var på $580,000. Hans årliga lön var $555,000 respektive $605,000 om han spelade i NHL annars låg det på $60,000 respektive $62,500 på AHL-nivå.[4]
- Den 19 juli 2013 skrev Miller på en kontraktsförlängning på ett år och det var värt $550,000 på NHL-nivå alternativt $75,000 på AHL-nivå.[5][4]
- Den 21 januari 2014 skrev han på ett nytt två-års kontrakt med Bruins till ett värde av $1,6 miljoner, där genomsnittsårslönen är på $800,000. Lönerna för de två åren är fördelade följande: $750,000 och $850,000.[6][7][4] Kontraktet börjar gälla från och med 1 juli 2014.

## Statistik
| 2006–2007   | Berkshire School   | USHS        | 31  | 6 | 8  | 14 | —   | — | — | — | — | —  |
| 2007–2008   | Vermont Catamounts | NCAA        | 39  | 2 | 5  | 7  | 12  | — | — | — | — | —  |
| 2008–2009   | Vermont Catamounts | NCAA        | 39  | 1 | 7  | 8  | 30  | — | — | — | — | —  |
| 2009–2010   | Vermont Catamounts | NCAA        | 39  | 1 | 10 | 11 | 26  | — | — | — | — | —  |
| 2010–2011   | Vermont Catamounts | NCAA        | 27  | 1 | 3  | 4  | 29  | — | — | — | — | —  |
|             | Providence Bruins  | AHL         | 6   | 0 | 0  | 0  | 0   | — | — | — | — | —  |
| 2011–2012   | Providence Bruins  | AHL         | 65  | 3 | 21 | 24 | 98  | — | — | — | — | —  |
| 2012–2013   | Providence Bruins  | AHL         | 64  | 2 | 14 | 16 | 71  | 9 | 0 | 5 | 5 | 10 |
| 2013–2014   | Boston Bruins      | NHL         | 34  | 1 | 4  | 5  | 21  | — | — | — | — | —  |
|             | Providence Bruins  | AHL         | 19  | 2 | 3  | 5  | 39  | — | — | — | — | —  |
| NHL totalt  | NHL totalt         | NHL totalt  | 34  | 1 | 4  | 5  | 21  | — | — | — | — | —  |
| AHL totalt  | AHL totalt         | AHL totalt  | 154 | 7 | 38 | 45 | 217 | 9 | 0 | 5 | 5 | 10 |
| NCAA totalt | NCAA totalt        | NCAA totalt | 144 | 5 | 25 | 30 | 97  | — | — | — | — | —  |
| USHS totalt | USHS totalt        | USHS totalt | 31  | 6 | 8  | 14 | —   | — | — | — | — | —  |